# 女虐
『女虐』（めぎゃく 英題：NAKED BLOOD）は、1996年2月20日に公開された日本のビデオ映画作品。VHS版発売時のタイトルは『女虐 悪魔の喜び 痛いのが好き』。ソフト化されるたびに『女虐 NAKED BLOOD』、『女虐 悪魔の悦び』など副題が変更されているため本頁では『女虐』に統一する。

## 概要
1996年2月20日にミュージアムからVHS版が発売。パッケージには「超（ウルトラ）スプラッタームービー　「早送り」でご覧ください。」と銘打たれた。監督は佐藤寿保、脚本は渡剛敏。
国内より海外で評価が高く、イギリスのミュージシャン、ジンジャー・ワイルドハートは『ギニーピッグ』と並ぶ和製スプラッター映画として本作を挙げている。
のちに映画『華魂』で佐藤寿保と組むプロデューサーの小林良二は“2010年代のスプラッター映画表現を30年前にやった映画”と本作を表現している。

## ストーリー
天才高校生、呉永児は一人で新薬の開発に取り組んでいた。その新薬とは究極の鎮痛剤として、脳内麻薬物質のエンドルフィンを爆発的なまでに過剰分泌することが出来る「MY SON」。永児は「MY SON」を手にして母のもとへと自転車を走らせた。

## キャスト
三上理香
演 - 愛禾みさ
被験者のひとり。永児に一方的に好かれているセーラー服を着る学生。不眠症。
呉永児
演 - 阿部サダヲ
科学者の両親を持つ天才高校生。痛みから人間を守る究極の鎮痛剤、内麻薬様物質分泌促進剤「MY SON」開発者。趣味は被験者のビデオ撮影。家で育てているサボテンを愛する。なお「MY SON」は注入から48時間で効果が出る。
呉由貴
演 - 中尾真澄　
永児の母で新薬開発の科学者。夫は永遠の生命を研究していた。
被験者のインストラクター
演 - 桐原三果
黄色いレオタードの女性。
被験者の主婦
演 - 林由美香
エプロン姿でてんぷらを揚げる女性。フォークで目をくり抜いて食べるシーンは有名である。
由貴の夫
演 - 白石タダシ

## スタッフ
- 監督：佐藤寿保
- チーフプロデューサー：松島富士雄
- 脚本：渡剛敏
- 撮影：芦澤明子
- 企画：佐藤博彦
- ラインプロデューサー ：生駒隆始
- 音楽：平岡きみたけ
- 特殊造形：松井祐一
- 操演：小林正己
- 制作協力：アルゴ・ピクチャーズ、ペンジュラム
- 制作：エクセレントフィルム
- 製作：TMプロジェクト
- 配給：ミュージアム